# Елізабет Ланггессер

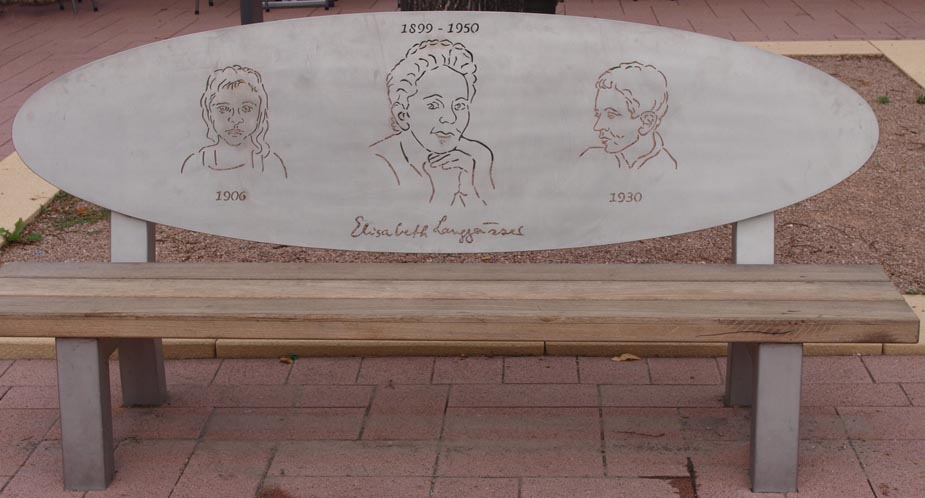
Лава Ланггессер в Альцаї

Елізабет Ланггессер (23 лютого 1899 — 25 липня 1950) — німецька письменниця і вчителька. Відома своєю ліричною поезією та романами. Одне з найвідоміших її оповідань «Початок сезону» подає яскраву картину життя в німецькому альпійському селі 1930-х років, де встановлюють знак, що забороняє в'їзд євреям.

## Біографія
У 1899 році Ланггессер народилася в Альцаї в католицькій родині середнього класу. У 1922 році Ланггессер стала шкільною учителькою. Після роману з Германом Геллером у 1929 році вона народила позашлюбну доньку Корделію. ПІсля цього її звільнили з викладацької посади.
З 1924 року Ланггессер публікувала вірші та рецензії. Після втрати вчительської роботи вона присвятила себе літературній діяльності. Її твори описували як Naturmagie («магію природи»), де магічне відчуття розкривалося в царстві амбівалентної природи. Така течія в німецькій літературі пов'язана з письменниками, які публікувалися в журналі Die Kolonne між 1929 і 1932 роками. Іншими членами літературного руху Naturmagie були Гюнтер Айх, Горст Ланге, Петер Гухель, Вільгельм Леман і Оскар Лерке.
Ланггессер була членкинею Reichsschrifttumskammer (Літературної палати Рейху). У 1935 році Ланггессер вийшла заміж за Вільгельма Гофмана, у подружжя народилося троє дочок. Ланггессер класифікували як «напівєврейку» через єврейських родичів її батька. Її виключили за расовими мотивами з Літературної палати Рейху, після чого вона звернулася з клопотаннями до Ганса Гінкеля в серпні 1937 року, а потім до Геббельса в квітні 1938 року. У листах-зверненнях вона посилається на чисту арійську лінію по лінії матері та вказує на критику її літературної творчості єврейським письменником Альфредом Дебліном. Після її смерті листи використали як доказ готовності Ланґґессер до компромісів, звинувачення в політичній проституції, або ж інтерпретували як виступи католицької громадянки, яка ще не бачила, куди прямує нацистська Німеччина.
Зрештою шлюб з Гофманом врятував Ланггессер від депортації. Однак її дочку Корделію, батько якої відомий єврей, депортували у віці 15 років. У 1944 році Корделію депортували до Терезієнштадту, а потім до Освенцима. Корделія вижила після обміну в'язнів табору з німецькими полоненими у Швеції.

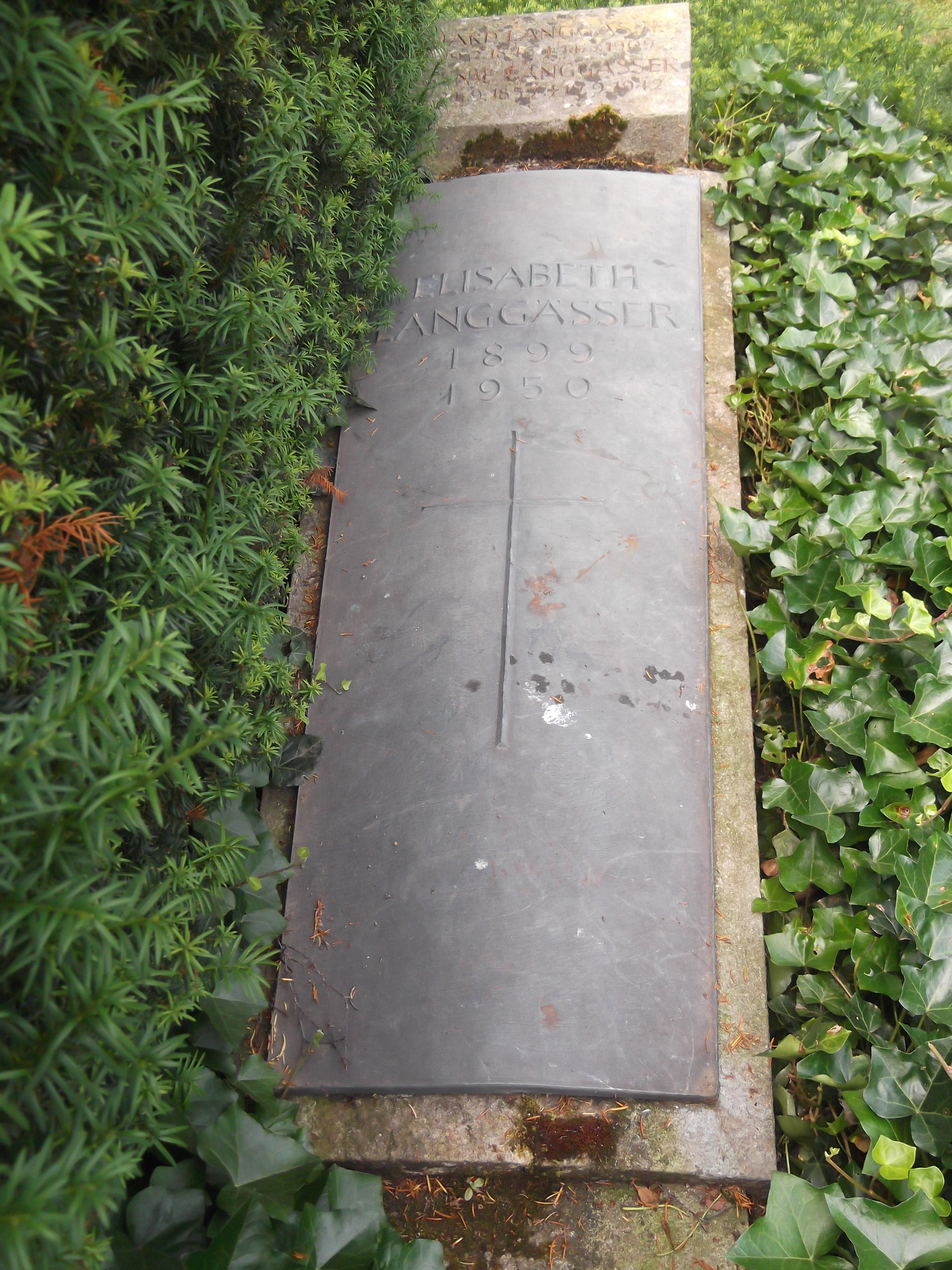
Могила Ланггессер на Старому цвинтарі в Дармштадті

У перші післявоєнні роки Ланггессер писала і багато публікувалася. Її найвідоміші твори вийшли друком незабаром після війни. Вона стала відомою як авторка «Внутрішньої еміграції», тому що залишалася в Німеччині під час нацистського правління, виступала проти нацистської доктрини, але не критикувала її публічно. Вона продовжувала писати до самої смерті. Померла від розсіяного склерозу 25 липня 1950 року. Після її смерті Ланггессер посмертно нагороджена премією Георга Бюхнера за 1950 рік.

## Спадщина
Як відома довоєнна письменниця, яка стала жертвою нацистських расових законів, Ланггессер привернула велику увагу громадськості та науковців після своєї смерті. Її твори знайшли популярність і читацьку аудиторію відразу по війні. Менш відомими були її листи, опубліковані її чоловіком після її смерті в 1954 році під назвою … soviel berauschende Vergänglichkeit: Briefe 1926—1950 (…стільки п'янких швидкоплинностей: Листи 1926—1950). Листи Ланггессер перевидала її онука Елізабет Гофман, дочка Корделії, у 1990 році. Листи дають уявлення про вплив Нюрнберзьких законів на її родину та охоплюють період з 1933 по 1945 рік.
Дочка Ланґґессер Корделія вийшла заміж за шведського протестанта на прізвище Едвардсон, мала з ним спільних дітей. Вона іммігрувала до Ізраїлю в розпал війни Судного дня 1973 року і написала пронизливу автобіографію «Обпалена дитина шукає вогонь».